# Гевара, Альваро
Альваро Гевара (исп. Álvaro Guevara; 17 июля 1894, Вальпараисо — 16 октября 1951, Экс-ан-Прованс) — английский художник чилийского происхождения.

## Биография
Альваро Гевара покинул Чили в 1909 году и приехал в 1910 году в Великобританию. Жил в Лондоне. Затем поступил в Брэдфордский технический колледж, где изучал производство и торговлю тканями. Параллельно в течение двух лет учился живописи в Брэдфордском колледже искусств. После того, как Гевара не смог сдать технические дисциплины в Брэдфордском колледже, он переходит на период с 1913 по 1916 года в Школу изящных искусств Слейда при Лондонском университете. Состоял в членах группы Блумсбери, в которую входили известнейшие британские деятели культуры.
В Англии Гевара женится — на Мерей Гиннесс (1904—1993), художнице, принадлежавшей к аристократическому ирландскому роду Гиннесс, после чего переселился во Францию.